# José Júlio de Souza Pinto
José Júlio de Souza Pinto (Angra do Heroísmo, 15 de septiembre de 1856-Pont-Scorff, Bretaña, 14 de abril de 1939) fue un pintor portugués, vinculado a la primera generación naturalista, hermano del también pintor António Souza Pinto, activo en Brasil.

## Biografía

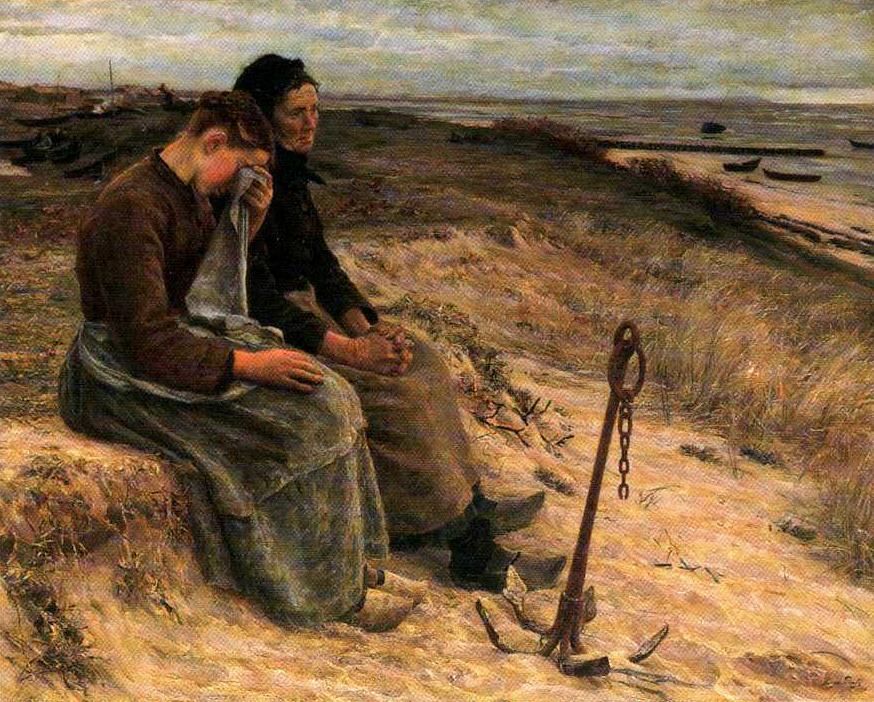
Barco desaparecido, 1890. Óleo sobre tela, 73 x 91 cm (Museo de Chiado)

Nacido en la isla de Terceira, en el archipiélago de las Azores, pero de padres continentales, vivió en esta isla, en la de Santa María y en São Miguel, hasta los 14 años. Después vivió en Oporto hasta el final de su adolescencia, y allí fue donde tuvo sus primeros contactos con la pintura. Asistió a la Escuela de Bellas Artes entre 1870 y 1878, donde estudió con João António Correia, Tadeu de Almeida Furtado y Soares dos Reis. En 1880, al ganar como premio un viaje, partió, junto a Henrique Pousão, hacia París.
En la capital francesa, asistió al estudio de Alexandre Cabanel y se formó también con William-Adolphe Bouguereau en la École des Beaux-Arts. Copió a Tiepolo y a Jean-Jacques Henner. Se integró rápidamente en la vida artística parisina, exponiendo regularmente y recibiendo varios premios: en 1890, fue nombrado caballero de la Legión de Honor y, en 1900, miembro del jurado del Salón de París, entre otros muchos reconocimientos. El 18 de junio de 1920 se le concedió el grado de Comendador de la Orden Militar de Santiago de la Espada.
Souza Pinto desarrolló una sólida carrera en Francia, impregnada de frecuentes visitas a Portugal, donde participó en exposiciones colectivas e individuales en Lisboa y Oporto hasta 1929. Sus obras figuran en las colecciones de varios museos franceses, y fue el primer artista portugués en tener una obra incluida en la colección del Museo de Luxemburgo (embrión del Museo de Orsay). Se enamoró de Bretaña, región francesa en la que residió desde su madurez hasta su muerte.

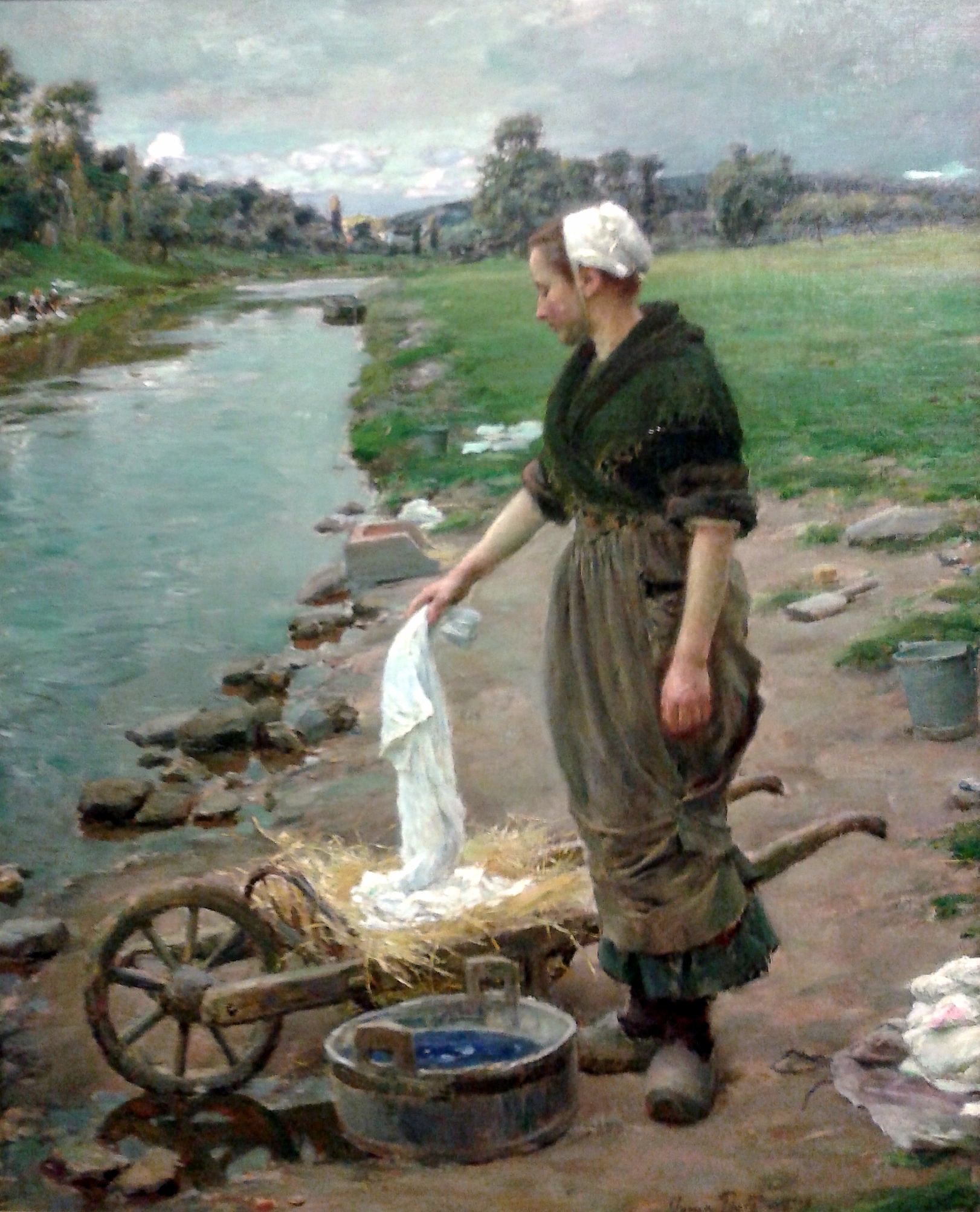
O balde azul, 1907. Óleo sobre tela. (Pinacoteca del Estado de Sau Paulo)

 Pintó obras de gran emoción, permitiéndose el uso de algunos de los efectos del impresionismo en su vasta producción de paisajes campestres y marítimos, además de la narración de la vida cotidiana rural (A colheita da batata, 1898, Museo de Orsay), los dramas vividos por los aldeanos (Barco desaparecido, 1890, Museo del Chiado), las escenas de género y los interiores (Interior de laboratório, 1903, Museo de Arte de São Paulo). A partir de 1907, Sousa Pinto se instaló en Neuilly-sur-Seine y allí representó ampliamente a su familia en los jardines (Plaza de Levallois-Perret, 1911). El 1 de abril de 1932 se le concedió el grado de Comandante de la Orden Militar de Cristo.
Silva Gaio registra su «tonalidad visceral» como la de Jules Breton y Jules Bastien-Lepage. Para José Augusto França, Souza Pinto es el artista que mejor establece una conexión entre la pintura portuguesa y la Escuela de París, definiendo «las posibles relaciones con las propuestas del medio artístico internacional de la capital francesa».
Desde 2015 su nombre está consagrado en la toponimia de Lisboa a través de la Rua Sousa Pinto, inaugurada en mayo de 2017 en la Urbanização Nova Amoreiras (antigua Quinta do Mineiro), en la parroquia de Santo António.